# Баоцюань
Баоцюань, баоцюаньли (кит. 抱拳, кит. 抱拳礼) — традиционный жест приветствия и уважения в Китае.

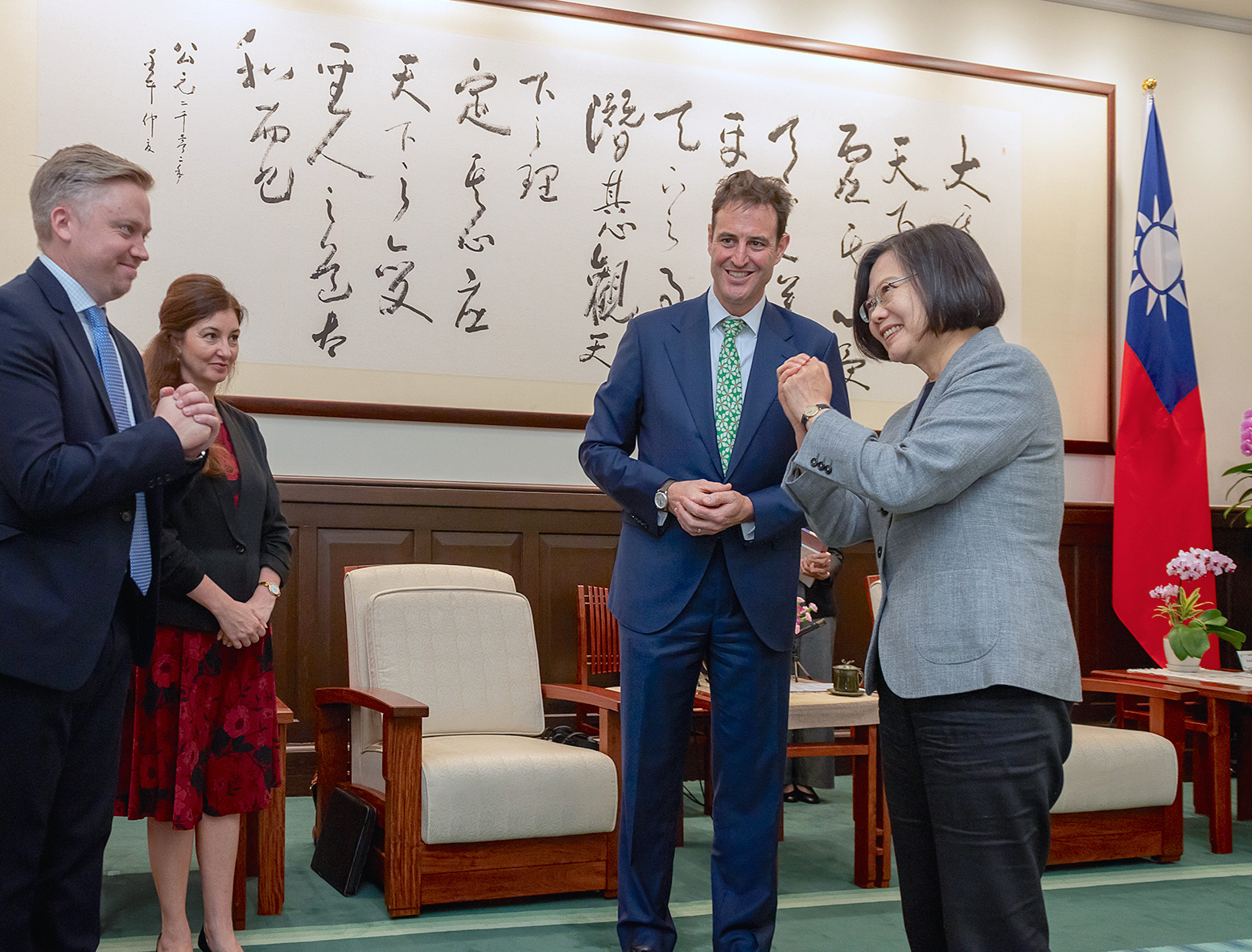
Вариант с охватом

## Техника жеста
Правая рука сжимается в кулак, после чего на уровне груди касается раскрытой левой ладони. Возможен последующий охват ладонью кулака.
Некоторые источники отмечают, что смена рук (кулак левой руки и ладонь правой) может означать другой жест, воспринимаемый как неуважительный.